# Abraham Kuyper
Abraham Kuijper més conegut com a Abraham Kuyper (Maassluis, 29 d'octubre de 1837 - La Haia, 8 de novembre de 1920) va ser un teòleg, periodista i polític neerlandès. Va Ser primer ministre dels Països Baixos entre 1901 i 1905. Ell va fundar el Partit Antirevolucionari.